# Пат Карні
Патрисія Дора (Пат) Карні (англ. Patricia "Pat" Carney; 26 травня 1935, Шанхай, Китайська республіка — 25 липня 2023, Ванкувер, Канада) — канадська журналістка, політик й університетський викладач. Перша жінка — діловий колумніст у провідній канадській газеті. У 1984—1988 роках обіймала низку міністерських посад у консервативному кабінеті Браяна Малруні. З 1990 до 2008 рік — сенатор Канади, одночасно з 1991 до 1999 рік — ад'юнкт-професор Школи комунального та регіонального планування Університету Британської Колумбії. Член ордену Канади (2011) й ордену Британської Колумбії (2019).

## Біографія
Пат Карні походить з сім'ї ірландських іммігрантів до Канади, які осіли у 1890-ті роки в долині Оканаган (Британська Колумбія). Народилася 1935 року в Шанхаї, де її батько служив у поліції. 1939 року батьки перевезли дівчинку до Канади, де вона росла в регіоні Кутні. Там закінчила середню школу у Нельсоні після чого вступила до Університету Британської Колумбії. З 1952 до 1955 рік редагувала студентську газету «Ubyssey». Здобула перший ступінь з економіки та політології, потім, у тому ж закладі, ступінь магістра з комунального та регіонального планування.
Закінчивши університет у 1960 році, розпочала кар'єру ділового колумніста, працюючи в основному в щоденних газетах «Vancouver Sun» і «The Province». Згідно з Канадською енциклопедією, Карні стала першою жінкою, яка працювала діловим колумністом у великій канадській газеті. 1970 року відкрила власну консультативну фірму, яка спеціалізувалася на бізнесі в північних регіонах Канади, зокрема з таких питань, як трубопроводи, супутниковий зв'язок і ділові відносини. Компанія, що отримала назву Gemini North, базувалася на Північно-Західних територіях, у новій столиці Єллоунайфі.
Після повернення з Єллоунайфа до Ванкувера займалася системами дистанційного навчання. 1979 року взяла участь у виборах до Палати громад Канади в окрузі Ванкувер-Центр як кандидат від Прогресивно-консервативної партії, але у рівній боротьбі програла. Успіху досягла наступного року, ставши першою жінкою-консерватором, обраною до канадського парламенту від Британської Колумбії.
У свій перший термін у парламенті обіймала посаду критика з питань фінансів й енергетики. Після успішного переобрання у 1984 році обійняла посаду міністра енергетики, гірничої промисловості та природних ресурсів Канади в уряді Браяна Малруні. Основним завданням Карні в цій ролі стало укладання нових угод щодо енергії між федеральним урядом і західними провінціями, що отримали назву Західної угоди (англ. Western Accord). Одночасно велася робота і над паралельною Атлантичною угодою, яка заклала основи економічного процвітання провінції Ньюфаундленд і Лабрадор завдяки видобутку нафти та газу. На чолі міністерства енергетики Карні проводила курс на дерегулювання нафтогазової промисловості та згортання Національної енергетичної програми.
Перестановки в кабінеті Малруні 1986 року привели Карні на посаду міністра зовнішньої торгівлі, а потім — на посаду президента казначейства. На цих посадах, як і на попередній вона стала першою жінкою в історії канадських урядових кабінетів. Вона брала активну участь у врегулюванні розбіжностей зі США щодо деревини м'яких порід і в переговорах з цією країною про створення зони вільної торгівлі. У цих переговорах Карні зокрема враховувала інтереси як Центральної, а й Тихоокеанської Канади. Представляла Канаду також у рамках переговорів про створення організації Азійсько-Тихоокеанського економічного співробітництва.
1988 року Карні залишила політику і повернулася до приватного бізнесу як відповідальний редактор «Pacific Press». Проте вже 30 серпня 1990 року отримала призначення сенатором від Британської Колумбії, ставши першою жінкою, яка представляла цю провінцію в сенаті Канади, і першим консервативним сенатором від Британської Колумбії з 1931 року. Як сенатор боролася за права жінок (зокрема 1991 року проголосувала проти просувається її партією закону проти абортів). Вела роботу із захисту об'єктів культурної спадщини Британської Колумбії, результатом якої став ухвалений 2008 року Закон про захист історичних маяків.
Одночасно з роботою в сенаті викладала в Університеті Британської Колумбії, де з 1991 до 1999 рік була ад'юнкт-професором у Школі комунального та регіонального планування. Входила до правління ванкуверського відділення YWCA та низки приватних корпорацій (включно з Rogers Media), консультативні поради при факультеті журналістики Університету Британської Колумбії та при декані факультету природничих наук цього вишу. За поданням міністра парків Канади очолювала консультативну групу при Раді з історичних пам'яток та пам'ятників Канади. Упродовж більш ніж 20 років займалася пропагандою досліджень артриту. Після завершення активної кар'єри видала книгу мемуарів «Секрети виробництва» (англ. Trade Secrets, 2000) та збірка оповідань.
На пенсії проживала на острові Сатурна, що входить до південної групи островів Галф біля узбережжя Британської Колумбії. Стала однією із засновників Центру спадщини Сатурни. Померла у Ванкувері у липні 2023 року, залишивши після себе сина та доньку.

## Нагороди та звання
1977 року отримала премію Технологічного інституту Британської Колумбії за інновації в галузі освіти за роль у проєкті супутникової дистанційної освіти Гермес. 1984 року відзначена званням «жінка року» від ванкуверського відділення YWCA. 2009 року отримала нагороду за заслуги від Канадського суспільства вивчення артриту.
З 2011 року кавалер ордену Канади, з 2019 року — кавалер ордену Британської Колумбії. Почесний доктор Університету Британської Колумбії, Університету Саймона Фрейзера та Меморіального університету Ньюфаундленду, почесний член Королівського архітектурного інституту Канади.